# Los Angeles Lakers 2000-2001
La stagione 2000-01 dei Los Angeles Lakers fu la 52ª nella NBA per la franchigia.
I Los Angeles Lakers vinsero la Pacific Division della Western Conference con un record di 56-26. Nei play-off vinsero il primo turno con i Portland Trail Blazers (3-0), la semifinale di conference con i Sacramento Kings (4-0), la finale di conference con i San Antonio Spurs (4-0), vincendo poi il titolo battendo nella finale NBA i Philadelphia 76ers (4-1).

## Draft
| Giro | Scelta | Giocatore   | Posizione  | Nazionalità | Università/Club |
| ---- | ------ | ----------- | ---------- | ----------- | --------------- |
| 1    | 29     | Mark Madsen | ala grande | Stati Uniti | Stanford        |

## Regular season
| Squadra                | V  | P  | %    | GB |
| ---------------------- | -- | -- | ---- | -- |
| Los Angeles Lakers     | 56 | 26 | 68,3 | -  |
| Sacramento Kings       | 55 | 27 | 67,1 | 1  |
| Phoenix Suns           | 51 | 31 | 62,2 | 5  |
| Portland Trail Blazers | 50 | 32 | 61,0 | 6  |
| Seattle SuperSonics    | 44 | 38 | 53,7 | 12 |
| Los Angeles Clippers   | 31 | 51 | 37,8 | 25 |
| Golden State Warriors  | 17 | 65 | 20,7 | 39 |

## Play-off

### Primo turno
Gara 1
| 22 aprile 2001 | Los Angeles Lakers | 106 – 93 | Portland Trail Blazers |  |

Gara 2
| 26 aprile 2001 | Los Angeles Lakers | 106 – 88 | Portland Trail Blazers |  |

Gara 3
| 29 aprile 2001 | Portland Trail Blazers | 86 – 99 | Los Angeles Lakers |  |

### Semifinali di Conference
Gara 1
| 6 maggio 2001 | Los Angeles Lakers | 108 – 105 | Sacramento Kings |  |

Gara 2
| 8 maggio 2001 | Los Angeles Lakers | 106 – 88 | Sacramento Kings |  |

Gara 3
| 11 maggio 2001 | Sacramento Kings | 81 – 103 | Los Angeles Lakers |  |

Gara 4
| 13 maggio 2001 | Sacramento Kings | 113 – 119 | Los Angeles Lakers |  |

### Finali di Conference
Gara 1
| 19 maggio 2001 | San Antonio Spurs | 90 – 104 | Los Angeles Lakers |  |

Gara 2
| 21 maggio 2001 | San Antonio Spurs | 81 – 88 | Los Angeles Lakers |  |

Gara 3
| 25 maggio 2001 | Los Angeles Lakers | 111 – 72 | San Antonio Spurs |  |

Gara 4
| 27 maggio 2001 | Los Angeles Lakers | 111 – 82 | San Antonio Spurs |  |

### NBA Finals 2001
Gara 1
| 6 giugno 2001 | Los Angeles Lakers | 101 – 107 TS | Philadelphia 76ers |  |

Gara 2
| 8 giugno 2001 | Los Angeles Lakers | 98 – 89 | Philadelphia 76ers |  |

Gara 3
| 10 giugno 2001 | Philadelphia 76ers | 91 – 96 | Los Angeles Lakers |  |

Gara 4
| 13 giugno 2001 | Philadelphia 76ers | 86 – 100 | Los Angeles Lakers |  |

Gara 5
| 15 giugno 2001 | Philadelphia 76ers | 96 – 108 | Los Angeles Lakers |  |

| Campione NBA 2001             |
| ----------------------------- |
| Los Angeles Lakers 13º titolo |

## Roster
| \| Pos. \| Num. \| Naz. \| Nome \| Altezza \| Peso \| Data nascita \| Provenienza \| \| ---- \| ---- \| ---- \| --------------------- \| ------- \| ------ \| ------------ \| --------------------------------------- \| \| G \| 8 \| \| Bryant, Kobe \| 198 cm \| 91 kg \| 23-08-1978 \| Lower Merion High School (Pennsylvania) \| \| G \| 2 \| \| Fisher, Derek \| 185 cm \| 91 kg \| 09-08-1974 \| Arkansas–Little Rock \| \| A/C \| 40 \| \| Foster, Greg \| 211 cm \| 109 kg \| 03-10-1968 \| Texas–El Paso \| \| AP \| 17 \| \| Fox, Rick \| 201 cm \| 104 kg \| 24-07-1969 \| North Carolina \| \| AP \| 3 \| \| George, Devean \| 203 cm \| 100 kg \| 29-08-1977 \| Augsburg College \| \| AG \| 54 \| \| Grant, Horace \| 208 cm \| 98 kg \| 04-07-1965 \| Clemson \| \| G \| 4 \| \| Harper, Ron \| 198 cm \| 84 kg \| 20-01-1964 \| Miami (OH) \| \| A \| 5 \| \| Horry, Robert \| 206 cm \| 100 kg \| 25-08-1970 \| Alabama \| \| P \| 10 \| \| Lue, Tyronn \| 183 cm \| 79 kg \| 03-05-1977 \| Nebraska \| \| AG \| 35 \| \| Madsen, Mark \| 206 cm \| 109 kg \| 28-01-1976 \| Stanford \| \| A/C \| 14 \| \| Medvedenko, Stanislav \| 208 cm \| 113 kg \| 04-04-1964 \| BC Kyiv (Ukraine) \| \| C \| 34 \| \| O'Neal, Shaquille \| 216 cm \| 147 kg \| 06-03-1972 \| LSU \| \| G \| 12 \| \| Penberthy, Mike \| 191 cm \| 84 kg \| 29-11-1974 \| Master's College \| \| G \| 7 \| \| Rider, Isaiah \| 196 cm \| 98 kg \| 12-03-1971 \| UNLV \| \| G \| 20 \| \| Shaw, Brian \| 198 cm \| 86 kg \| 22-03-1966 \| UC Santa Barbara \| | Allenatore - Phil Jackson Assistente/i - Bill Bertka (Vice-allenatore) - Jim Cleamons (Vice-allenatore) - Frank Hamblen (Vice-allenatore) - Tex Winter (Vice-allenatore) - Gary Vitti (Preparatore atletico) Legenda - (C) Capitano - (FA) Free agent - (S) Sospeso - (TW) Contratto Two-way - (GL) Assegnato a squadra G League affiliata - Infortunato Roster • Transazioni · Ultima transazione: 30 giugno 2001 |                        |                       |         |        |              |                                         |
| Pos. | Num. | Naz.                   | Nome                  | Altezza | Peso   | Data nascita | Provenienza                             |
| G | 8 | Stati Uniti (bandiera) | Bryant, Kobe          | 198 cm  | 91 kg  | 23-08-1978   | Lower Merion High School (Pennsylvania) |
| G | 2 | Stati Uniti (bandiera) | Fisher, Derek         | 185 cm  | 91 kg  | 09-08-1974   | Arkansas–Little Rock                    |
| A/C | 40 | Stati Uniti (bandiera) | Foster, Greg          | 211 cm  | 109 kg | 03-10-1968   | Texas–El Paso                           |
| AP | 17 | Stati Uniti (bandiera) | Fox, Rick             | 201 cm  | 104 kg | 24-07-1969   | North Carolina                          |
| AP | 3 | Stati Uniti (bandiera) | George, Devean        | 203 cm  | 100 kg | 29-08-1977   | Augsburg College                        |
| AG | 54 | Stati Uniti (bandiera) | Grant, Horace         | 208 cm  | 98 kg  | 04-07-1965   | Clemson                                 |
| G | 4 | Stati Uniti (bandiera) | Harper, Ron           | 198 cm  | 84 kg  | 20-01-1964   | Miami (OH)                              |
| A | 5 | Stati Uniti (bandiera) | Horry, Robert         | 206 cm  | 100 kg | 25-08-1970   | Alabama                                 |
| P | 10 | Stati Uniti (bandiera) | Lue, Tyronn           | 183 cm  | 79 kg  | 03-05-1977   | Nebraska                                |
| AG | 35 | Stati Uniti (bandiera) | Madsen, Mark          | 206 cm  | 109 kg | 28-01-1976   | Stanford                                |
| A/C | 14 | Ucraina (bandiera)     | Medvedenko, Stanislav | 208 cm  | 113 kg | 04-04-1964   | BC Kyiv (Ukraine)                       |
| C | 34 | Stati Uniti (bandiera) | O'Neal, Shaquille     | 216 cm  | 147 kg | 06-03-1972   | LSU                                     |
| G | 12 | Stati Uniti (bandiera) | Penberthy, Mike       | 191 cm  | 84 kg  | 29-11-1974   | Master's College                        |
| G | 7 | Stati Uniti (bandiera) | Rider, Isaiah         | 196 cm  | 98 kg  | 12-03-1971   | UNLV                                    |
| G | 20 | Stati Uniti (bandiera) | Shaw, Brian           | 198 cm  | 86 kg  | 22-03-1966   | UC Santa Barbara                        |

### Arrivi/partenze
Mercato e scambi avvenuti durante la stagione:
Arrivi
| N° | Naz. | Ruolo | Sportivo |  | Alt. |  |
| -- | ---- | ----- | -------- |  | ---- |  |

Partenze
| N° | Naz. | Ruolo | Sportivo |  | Alt. |  |
| -- | ---- | ----- | -------- |  | ---- |  |

## Premi e onorificenze
- Shaquille O'Neal nominato MVP delle Finali
- Shaquille O'Neal incluso nell'All-NBA First Team
- Kobe Bryant incluso nell'All-NBA Second Team
- Shaquille O'Neal incluso nell'All-Defensive Second Team
- Kobe Bryant incluso nell'All-Defensive Second Team